# Songs to Fan the Flames of Discontent
Songs to Fan the Flames of Discontent è il secondo album in studio del gruppo musicale svedese Refused, pubblicato nel 1996 dalla Startrec in Svezia, dalla We Bite Records in Germania e dalla Victory Records negli Stati Uniti d'America.

## Descrizione
Il nome del disco proviene da un testo di Joe Hill, attivista dell'Industrial Workers of the World, del 1909. I testi dei dodici brani partono da una prospettiva di sinistra rivoluzionaria e trattano di temi come la moralità borghese, l'omofobia, la dipendenza, i diritti degli animali, la stampa e la futilità della democrazia rappresentativa. Tutti questi temi sono stati ripresi e ulteriormente sviluppati nel successivo album The Shape of Punk to Come.
Nel disco risulta accreditato in formazione il bassista Kristofer Steen, sebbene tutte le parti di basso siano state eseguite da Magnus Björklund.
Il 7 giugno 1997 l'album è stato ristampato dalla Burning Heart Records, che lo ha ripubblicato su CD nel 2001 e nel 2004 e su LP nel 2010 in collaborazione con la Epitaph Records. Nel 2022 è invece uscita un'edizione doppio LP per celebrare i 25 anni dalla sua pubblicazione, caratterizzata dalla presenza di varie demo e dall'inedito Da Message.

## Tracce
Testi e musiche dei Refused, eccetto dove indicato.
1. Rather Be Dead – 3:14 (intro: Refused, Eskil Lövström)
2. Coup d'état – 2:40
3. Hook, Line and Sinker – 2:44
4. Return to the Closet – 3:49
5. Life Support Addiction – 2:27
6. It's Not O.K... – 1:02
7. Crusader of Hopelessness – 2:50
8. Worthless Is the Freedom Bought... – 1:32
9. This Trust Will Kill Again – 2:22
10. Beauty – 2:30
11. Last Minute Pointer – 2:55
12. The Slayer – 2:16

LP bonus nella riedizione del 2022
- Lato C

1. Rather Be Dead (Demo)
2. Beauty (Demo)
3. Coup d'état (Demo)
4. It's Not O.K... (Demo)
5. Crusader of Hopelessness (Demo)
6. Life Support Addiction (Demo)

- Lato D

1. The Slayer (Demo)
2. Da Message (Demo)
3. Hook, Line and Sinker (Demo)
4. This Trust Will Kill Again (Demo)
5. Circle Pit (Demo)
6. Return to Frankenstein (Demo)

## Formazione
Gruppo
- Kristofer Steen – basso
- David Sandström – batteria
- Dennis Lyxzén – voce
- Jon F. Brännström – chitarra

Altri musicisti
- Magnus Björklund – basso

Produzione
- Pelle Gunnerfeldt – produzione
- Eskil Henricsson – registrazione
- Pelle Henricsson – registrazione